# خبير موضوعي
الخبير الموضوعي (بالإنجليزية: Subject Matter Expert)‏ أو SMEK أو خبير المجال هو فرد ذو فهم عميق لعملية معينة، أو وظيفة، أو تكنولوجيا، أو آلة أو مادة أو نوع من المعدات. خبير المجال هو شخص ذو معرفة خاصة أو مهارات في مجال معين . الأفراد المعينين بوصفهم خبراء في الموضوع عادة مايتم ايجادهم من المهتمين بمعرفة المزيد أو للاستفادة من خبراتهم الفريدة لحل مشاكل محددة أو للمساعدة في تلبية تحديات تقنية معينة. كمثال المحاسب خبير في مجال المحاسبة، لكن تطوير برامج المحاسبة بتطلب المعرفة في مجالين مختلفين: المحاسبة والبرمجيات. قد يكون بعض العاملين في مجال التطوير خبراء في مجال واحد وليس في غيره. لذلك ينبغي على الخبير الموضوعي أن يكون ملما بالمعارف الأساسية من الموضوعات الفنية الأخرى.

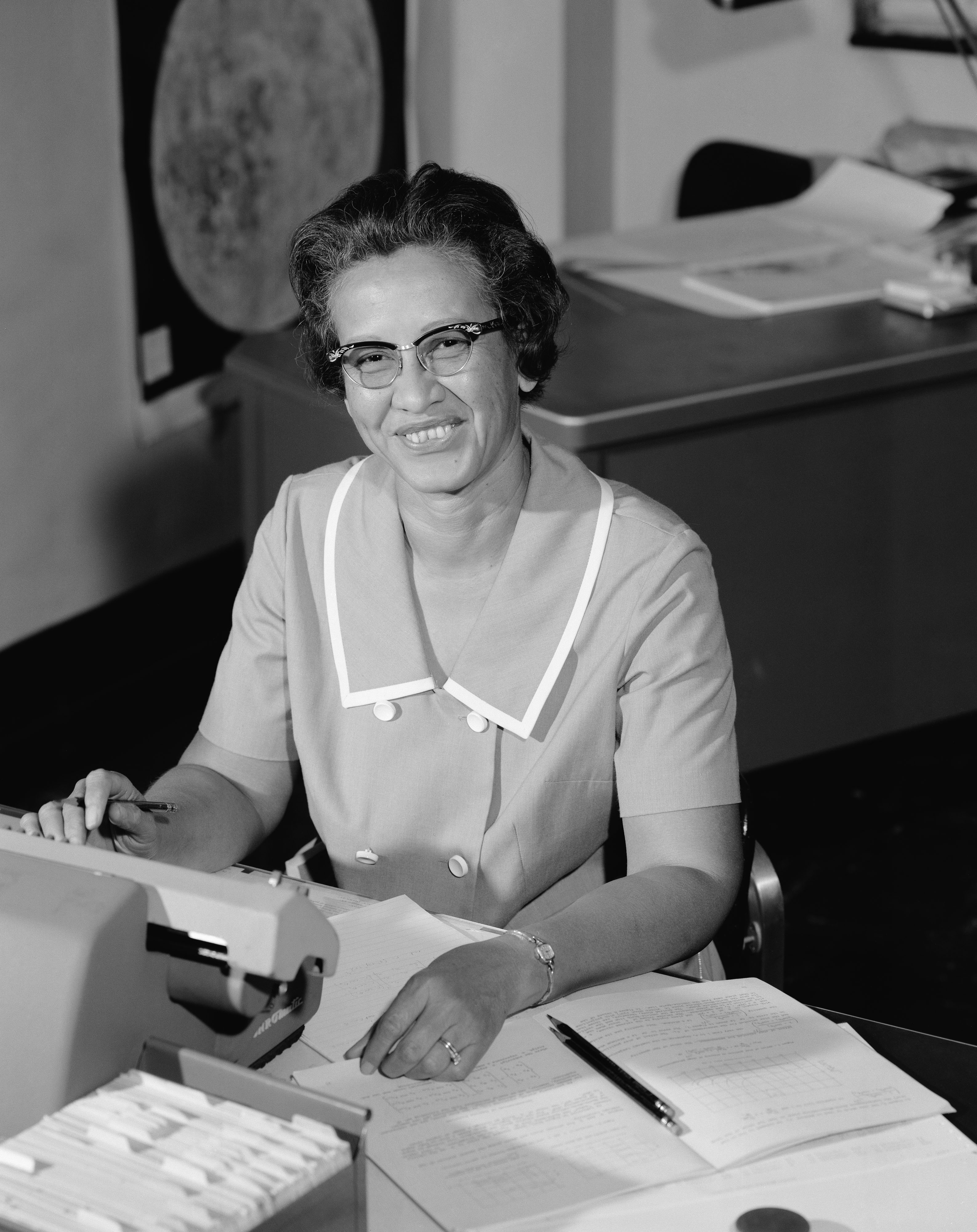
غالبا ما يطلب من الخبراء الموضوعيين مراجعة الوثائق أو التدريبات المقدمة، والتحقق منها للتأكد من دقتها التقنية.

## الوظيفة
في حين أنه من الشائع أن تجد الخبراء الموضوعيين في التخصصات التقنية، يمكن أن يتواجد الخبراء في جميع التخصصات والوظائف. ومن الشائع أن تجدهم في في مجال تكنولوجيا المعلومات، وتطوير البرمجيات، والتسويق، ودعم العملاء وجميع المجالات الأخرى في الأعمال التجارية.
بشكل عام، يتم استخدام المصطلح عند وضع مواد (كتاب، دراسة، دليل، الخ) حول موضوع، فهناك حاجة إلى خبرة في هذا الموضوع من قبل أفراد إعداد المواد. على سبيل المثال، غالبا ما يتم إنشاء اختبارات من قبل فريق من الاختصاصيين في القياس النفسي وفريق من الخبراء الموضوعيين. اختصاصيو القياس النفسي يفهمون كيفية وضع اختبار في حين يفهم الخبراء الموضوعيون المحتوى الفعلي للامتحان. يتم تطوير الكتب، والكتيبات، والوثائق التقنية بواسطة كتاب فنيين ومصممين تعليميين جنبا إلى جنب مع الخبراء الموضوعيين. يقوم المحاورون الفنيون بمحاورة الخبراء الموضوعيين لاستخراج المعلومات وتحويلها إلى شكل مناسب للجمهور. غالبا ما يطلب من الخبراء الموضوعيين مراجعة الوثائق أو التدريبات المقدمة، والتحقق منها للتأكد من دقتها التقنية. لخبراء الموضوعيون ضروريون لتطوير المواد التدريبية أيضا.

## البرمجيات
في بيئات هندسة البرمجيات، ويستخدم هذا المصطلح لوصف المهنيين من ذوي الخبرة في مجال التطبيقات. وكثيرا ما يطلب من خبراء المجال مراجعة وتحسين، والموافقة على العمل الفني؛ و لتوجيه الآخرين؛ وللتدريس. و وفقا لمعايير ستة سيغما، فإن الخبير الموضوعي يكون أعلى مستوى من الخبرة في أداء وظيفة أو مهمة مخصصة أو مهارة ذات تعريف موسع.

## روابط خارجيه
- ISixSigma
- مكتب الولايات المتحدة لإدارة شؤون الموظفين
- ستادي.كوم